# Lista de bulas
Uma bula  (do latim: bulla, ou seja, "selo") é um documento papal selado. Na diplomacia do Vaticano, uma bula  refere-se a um decreto papal escrito em forma solene e selado ou com um selo de chumbo (a bula) para documentos comuns, uma bula de ouro ou de prata para documentos mais importantes, ou mais simplesmente com um selo de cera. É normalmente referido pelas primeiras palavras do texto. O Papa emite certos tipos de mensagens sob a forma de bula.
A bula papal é normalmente um decreto que trata do governo da Igreja e é de interesse público (ao contrário do mandato apostólico, que tem um carácter administrativo).

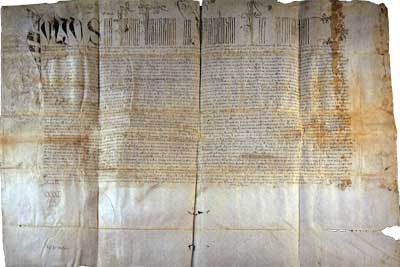
Bula certificado fundacional do Colégio de Santa Maria de Jesus, embrião da Universidade de Sevilha, emitida pelo Papa Júlio II.

O termo "bula" refere-se à forma em que o documento é emitido, e esta forma pode dizer respeito a documentos de natureza diferente. É a forma normalmente utilizada para convocar um Conselho e publicar os seus decretos. Uma constituição apostólica, por exemplo, assume frequentemente a forma de uma bula. Certos benefícios dos bispados, a colação de bispados ou abadias, são também conferidos sob a forma de bula.
Existem vários tipos de bulas, dependendo da sua finalidade. As principais são a excomunhão e as bulas doutrinárias.
Segue-se uma lista, incompleta, de algumas bulas:

## Século XI
| Título               | Data                | Papa         | Descrição                                                                          |
| -------------------- | ------------------- | ------------ | ---------------------------------------------------------------------------------- |
| In Nomine Domini     | 1059                | Nicolau II   | Estabelece os cardeais como únicos eleitores do Papa.                              |
| Libertas Ecclesiae   | 1079                | Gregório VII | Sobre a independência da Igreja, autoridade Imperial e inteferência.               |
| Cum universis sancte | 16 de Março de 1095 | Urbano II    | O rei ou rainha de Aragão não pode ser excomungado sem uma ordem expressa do Papa. |

## Século XII
| Título                 | Data                | Papa          | Descrição |
| ---------------------- | ------------------- | ------------- | --- |
| Ex commisso nobis      | 7 de Julho de 1136  | Inocêncio II  | Confirmação da independência da Igreja polaca. |
| Omne Datum Optimum     | 29 de Março de 1139 | Inocêncio II  | Reconhecimento da Ordem dos Templários. |
| Milites Templi         | 1144                | Celestino II  | Garantia de privilégios aos Templários. |
| Militia Dei            | 1145                | Eugénio III   | Garantia de mais privilégios aos Templários. |
| Quantum praedecessores | 1145                | Eugénio III   | Chamada à Segunda Cruzada. |
| Manifestis probatum    | 1179                | Alexandre III | Reconhece a independência do reino de Portugal. |
| Ad abolendam           | 1184                | Lúcio III     | Prescreveu medidas para erradicar a heresia e desencadeou os esforços que culminaram na Cruzada Albigense e nas Inquisições                                                                       |
| Post Miserabile        | 1185                | Inocêncio III | Doação de privilégios e apelo à futura Cruzada. |
| Audita tremendi        | 1187                | Gregório VIII | Chamada à Terceira Cruzada. |
| Cum universi           | 1192                | Celestino III | Sobre a Igreja da Escócia. |
| Vergentis in Senium    | 1199                | Inocêncio III | A bula, dirigida à cidade de Viterbo, anunciava que a heresia seria considerada, em termos de punição, o mesmo que traição (lesa-majestade), com confisco de bens, e deserdação dos descendentes. |

## Século XIII
| Título                            | Data                   | Papa           | Descrição |
| --------------------------------- | ---------------------- | -------------- | --- |
| Etsi non displaceat               | 1205                   | Inocêncio III  | Lista de acusações contra os Judeus, dirigida ao rei de França. |
| Quia maior                        | 1213                   | Inocêncio III  | Convocação de uma nova cruzada. |
| Pro rege Johanne                  | 1215                   | Inocêncio III  | Declarou a Magna Carta nula e sem efeito para sempre. |
| In generali concilio              | 1218                   | Honório III    | Sobre a execução das decisões do Quarto Concílio de Latrão, destinado ao Arcebispado de Toledo. |
| Super speculam                    | 1219                   |                | Interdição do ensino de direito civil na Universidade de Paris. |
| Parens scientarum                 | 1231                   |                | Confirmação da autonomia da Universidade de Paris após a greve de 1229. |
| Excommunicamus et anathematisamus | 1231                   | Gregório IX    | "Nós excomungamos e nós amaldiçoamos" excomungava todos os hereges e entregava-os ao "braço secular" , uma vez que a Igreja não deveria ela própria punir.                                                           |
| Ille humani generis               | 8 de Fevereiro de 1232 | Gregório IX    | Instruiu o prior dominicano de Regensburg a formar um tribunal inquisitorial. |
| Etsi Judaeorum                    | 1233                   | Gregório IX    | Pedido aos prelados de todos os níveis para prevenirem e limitarem os ataques dos cristãos aos judeus. |
| Vox in Rama                       | 1233                   | Gregório IX    | Gregorio IX condena alegadas reuniões satânicas realizadas na Alemanha, onde Satanás poderia aparecer sob a forma de diversos animais, e encomenda pela primeira vez os dominicanos como inquisidores em Regensburg. |
| Licet ad capiendos                | 1233                   | Gregório IX    | Marca o início da Inquisição. |
| Si vera sunt                      | 1239                   | Gregório IX    | Exigência da confiscação e inspecção dos livros de Talmud pelos prelados de França e Espanha. |
| Lachrymabilem Judaeorum           | 1247                   | Inocêncio IV   | Instava ao fim da perseguição dos judeus com base no libelo de sangue. |
| Ad extirpenda                     | 15 de Maio de 1252     | Inocêncio IV   | Autoriza o uso de tortura para obter confissões de hereges durante a Inquisição e a sua execução na fogueira. |
| Querentes in agro                 | 6 de Outubro de 1254   | Inocêncio IV   | Acolhimento da Universidade de Oxford sob o patronato da Santa Sé. |
| Ut negotium                       | 1256                   | Alexandre IV   | Permitia que os inquisidores se absolvessem mútuamente por quaisquer "irregularidades canónicas no seu importante trabalho".                                                                                         |
| Turbato corde                     | 1267                   | Clemente IV    | Dirigida aos inquisidores expressava consternação com o rumor de que os judeus estavam a tentar induzir os cristãos (possivelmente convertidos do judaísmo) a voltarem-se para a sua religião.                       |
| Clericis laicos                   | 1296                   | Bonifácio VIII | Proibição da apoderação dos lucros do clero pelo estado. |

## Século XIV
| Título                  | Data                   | Papa           | Descrição |
| ----------------------- | ---------------------- | -------------- | --- |
| Ausculta, fili          | Dezembro de 1301       | Bonifácio VIII | O Papa fala sobre a superioridade do poder espiritual sobre o tempo, e convoca o rei de França Filipe IV, o Belo perante um concílio em Roma.                                                           |
| Unam Sanctam            | 1302                   | Bonifácio VIII | Supremacia da Igreja Católica Romana sobre o estado. |
| Pastoralis praeminentiæ | 22 de Novembro de 1307 |                | Ordena a prisão dos Cavaleiros Templários e o confisco de seus bens. |
| Fasciens misericordiam  | 1308                   | Clemente V     | Estabelece o procedimento para processar os Cavaleiros Templários . |
| Regnans in coelis       | 1308                   | Clemente V     | Convoca o Conselho de Viena para discutir os Cavaleiros Templários. |
| Vox in excelso          | 3 de Abril de 1312     |                | Supressão da Ordem dos Templários. |
| Ad providam             | 2 de Maio de 1312      |                | Transferência dos bens da Ordem dos Templários à Ordem do Hospital. |
| Considerantes dudum     | 6 de Maio de 1312      |                | Estabelecimento da situação jurídica dos Templários em três categorias. |
| Sane Considerante       | 1317                   |                | Criação de seis novas subordinadas à Diocese de Toulosa, elevada a arcebispado. |
| Apostolice Sedis        | 23 de Maio de 1320     | João XXII      | El-rei D. Dinis recebe autorização para ficar com a Dízima dos rendimentos eclesiásticos de toda a nação portuguesa, durante três anos, para socorro da Terra Santa e outras necessidades da Fé cristã. |
| Cum inter nonnullos     | 1323                   | João XXII      | Rejeição da doutrina Franciscana da pobreza de Cristo. |
| Super Illius Specula    | 1326 ou 1327           | João XXII      | Dava aos inquisidores o direito de perseguir os autores de práticas mágicas, ou seja, bruxaria, como hereges .                                                                                          |

## Século XV
| Título                         | Data                    | Papa           | Descrição |
| ------------------------------ | ----------------------- | -------------- | --- |
| Creator omnium                 | 1434                    | Eugénio IV     | Excomungava qualquer um que escravizasse cristãos das Ilhas Canárias. |
| Sicut dudum                    | 1435                    | Eugénio IV     | Proibição da escravatura de nativos cristãos das Ilhas Canárias por comerciantes de escravos espanhóis e portugueses.                                                                                              |
| Laetantur Coeli                | 1439                    |                | Reunificação das Igrejas do Oriente e Ocidente no Concílio de Florença. |
| Etsis suscepti                 | 1442                    | Eugénio IV     | Concede indulgência plenária a todos os que defenderam Ceuta ou participaram nas expedições contra os sarracenos.                                                                                                  |
| Sane pro parte                 | 1448                    | Nicolau V      | Pune com excomunhão reservada quem subtrair livros da biblioteca catedralícia de Braga. |
| Dum diversas                   | 1452                    | Nicolau V      | Autoriza Afonso V de Portugal a reduzir muçulmanos, pagãos e outros descrentes à escravatura perpétua, tomando posse de seus bens e terras.                                                                        |
| Romanus Pontifex               | 1455                    | Nicolau V      | No seguimento da Dum diversas, concede aos portugueses um monopólio perpétuo no comércio com África e permite a escravidão dos nativos.                                                                            |
| Etsi Cunti Christiano Nomine   | 15 de Fevereiro de 1456 | Calisto III    | Solicita Afonso V de Portugal para mandar fazer em Ceuta quatro conventos das quatro ordens militares à custas das rendas dos cavaleiros e os quais ficavam obrigados a servir, por turnos, aí 1 ano.              |
| Inter caetera                  | 15 de Março de 1456     | Calisto III    | Calixtus III confirma as concessões das bulas Dum diversas e Romanus Pontifex. |
| Ineffabilis providentia        | 19 de Abril de 1470     | Paulo II       | Obrigatoriedade da celebração do Jubileu a cada 25 anos. |
| Regimini Gregis                | 1476                    | Sisto IV       | Ameaça excomungar todos os capitães ou piratas que escravizam os cristãos . |
| Exigit sinceræ devotionis      | 1 de Novembro de 1478   |                | Concessão aos Reis católicos da criação da Inquisição Espanhola. |
| Æterni regis                   | 1481                    | Sisto IV       | Garantia a Portugal todas as terras ao Sul das ilhas Canárias, divisão do Novo Mundo. |
| Summis desiderantes affectibus | 1484                    | Inocêncio VIII | Condena um suposto surto de feitiçaria e heresia na região do rio Reno vale e nomeia Heinrich Kramer e Jacob Sprenger como inquisidores para erradicar a feitiçaria na Alemanha.                                   |
| Inter cætera                   | 3 de Maio de 1493       | Alexandre VI   | Realinhamento da divisão do Novo Mundo entre Espanha e Portugal, por um meridiano Norte/Sul. |
| Eximiae devotionis             | 3 de Maio de 1493       | Alexandre VI   | Reconhece os direitos dos reis de Castela e Leão e seus sucessores a quaisquer terras descobertas ainda não detidas por um príncipe cristão, semelhante ao reconhecimento anterior concedido aos reis de Portugal. |
| Dudum siquidem                 | 26 de Setembro de 1493  | Alexandre VI   | Complementava a bula Inter caetera de 3 de Maio do mesmo ano. |
| Piis Fidelium                  | 1493                    |                | |

## Século XVI
| Título                          | Data                   | Papa          | Descrição |
| ------------------------------- | ---------------------- | ------------- | --- |
| Praecelsae Devotionis           | 1514                   | Leão X        | O Papa Leão X renovou e confirmou novamente o teor das bulas Dum Diversas e as seguintes semelhantes.                                           |
| Pro Excellenti                  | 12 de Junho de 1514    | Leão X        | Criou a Diocese do Funchal. |
| Exsurge Domine                  | 1520                   | Leão X        | Aviso a Martinho Lutero. |
| Decet Romanum Pontificem        | 1521                   | Leão X        | Excomungação de Martinho Lutero. |
| Sublimis Deus                   | 2 de Junho de 1537     | Paulo III     | Proíbe a escravatura dos povos indígenas das Américas. Foi anulada por Paulo III nesse mesmo ano a pedido de Carlos V.                          |
| Veritas IPSA                    | 9 de Junho de 1537     | Paulo III     | Condenação da prática da escravidão sobre qualquer povo.                                                                                        |
| Regimini militantis             | 27 de Setembro de 1540 | Paulo III     | Estabelecimento dos Jesuítas. |
| Injunctum nobis                 | 14 de Março de 1543    | Paulo III     | |
| Cum nimis absurdum              | 14 de Julho de 1555    | Paulo IV      | Impõe restrições económicas e religiosas aos judeus nos Estados Pontifícios.                                                                    |
| In Coena Domini                 | 1568                   | Pio V         | |
| Regnans in Excelsis             | 1570                   | Pio V         | Anatemização de Elizabeth I. |
| Inter gravissimas               | 1582                   | Gregório XIII | Reforma do calendário. |
| Effraenatam                     | 1588                   | Sisto V       | Declara que a pena canónica de excomunhão será aplicada a qualquer forma de contracepção e ao aborto em qualquer fase do desenvolvimento fetal. |
| Immensa Aeterni Dei             | 1588                   | Sisto V       | |
| Cum pro nostro pastorali munere | 1589                   | Sisto V       | Autorizou formalmente o uso de castrati no coro da Basílica de São Pedro.                                                                       |

## Século XVII
| Título        | Data | Papa | Descrição |
| ------------- | ---- | ---- | --------- |
| Gratia Divina | 1656 |      |           |

## Século XVIII
| Título      | Data | Papa        | Descrição                 |
| ----------- | ---- | ----------- | ------------------------- |
| Unigenitus  | 1713 | Clemente XI | Condenação do Jansenismo. |
| In Eminenti | 1738 |             | Excomunhão da Maçonaria.  |

## Século XIX
| Título                         | Data                | Papa         | Descrição                                                                                   |
| ------------------------------ | ------------------- | ------------ | ------------------------------------------------------------------------------------------- |
| Sollicitudo omnium ecclesiarum | 1814                | Pio VII      | Restabelecimento dos Jesuítas após supressão.                                               |
| In supremo apostolatus         | 1831                | Gregorio XVI | Denuncia o tráfico de escravos negros e a manutenção da sua escravidão.                     |
| Ineffabilis Deus               | 1854                | Pio IX       | Estabelece o dogma da Imaculada Concepção da Virgem Maria.                                  |
| Quanta cura                    | 1864                | Pio IX       | Introdução da Syllabus errorum.                                                             |
| Æterni Patria                  | 28 de Junho de 1868 |              | Convocação para o Primeiro Concílio do Vaticano.                                            |
| Pastor aeternus                | 1871                | Pio IX       | Documento do Primeiro Concílio do Vaticano estabelecendo como dogma a infalibilidade papal. |

## Século XX
| Título                  | Data                   | Papa            | Descrição                                   |
| ----------------------- | ---------------------- | --------------- | ------------------------------------------- |
| Quam singulari          | 1910                   | Pio X           | Admissão da Primeira Comunhão às crianças.  |
| Munificentissimus Deus  | 1º de Novembro de 1950 | Pio XII         | Definição do dogma Assunção de Maria.       |
| Humanae salutis (texto) | 25 de Dezembro de 1961 | Papa João XXIII | Convocação do Segundo Concílio do Vaticano. |
| Dei Verbum              | 18 de Novembro de 1965 | Paulo VI        | Documento do Segundo Concílio do Vaticano.  |
| Apostolorum limina      | 23 de Maio de 1974     | Paulo VI        | Proclamação do Jubileu do ano de 1975.      |
| Incarnationis mysterium | 29 de Novembro de 1998 | João Paulo II   | Proclamação do Jubileu do ano de 2000.      |